# Lijst van spelers van AFC Bournemouth
Deze lijst omvat voetballers die bij de Engelse voetbalclub AFC Bournemouth spelen of gespeeld hebben. De spelers zijn alfabetisch gerangschikt.

## A
- Marius Adamonis
- Miles Addison
- Benik Afobe
- Lionel Ainsworth
- Curtis Allen
- Ryan Allsop
- Nathan Aké
- Terry Anderson
- Darren Anderton
- Ian Andrews
- Stevland Angus
- David Armstrong
- Harry Arter
- Warren Aspinall
- Christian Atsu
- Trevor Aylott

## B
- John Bailey
- Steve Baker
- Lee Barnard
- David Barnes
- Adam Barrett
- Marvin Bartley
- Mathieu Baudry
- Russell Beardsmore
- John Beck
- Asmir Begović
- Joe Bennett
- John Benson
- Narada Bernard
- Bill Berry
- Mohamed Berthe
- Ryan Bertrand
- David Best
- George Best
- Leon Best
- Kevin Betsy
- Nicholas Bignall
- Louis Bimpson
- David Birmingham
- Ian Bishop
- James Blair
- Jimmy Blair
- Alan Blayney
- Roger Boli
- Kevin Bond
- Artur Boruc
- Phil Boyer
- Lee Bradbury
- Dimitris Brinias
- Jason Brissett
- Karl Broadhurst
- Shaun Brooks
- Aaron Brown
- Joseph Brown
- Roger Brown
- Marcus Browning
- Benjamin Büchel
- Callum Buckley
- Alec Bugg
- Matt Butcher
- Geoffrey Butler
- David Button
- Lewis Buxton
- Nathan Byrne

## C
- Lee Camp
- Todd Cantwell
- Bailey Cargill
- Josh Carmichael
- Steve Carter
- Jimmy Case
- Thommy Casey
- Brian Chambers
- Gary Chivers
- Iyseden Christie
- Jean-François Christophe
- Steve Claridge
- Brian Clark
- Colin Clarke
- Jack Cleverley
- Shaun Close
- Nick Colgan
- Chad Collins
- Jack Collison
- John Compton
- Alan Connell
- Matthew Connolly
- Steve Cook
- Richard Cooke
- Stephen Cooke
- Shaun Cooper
- Jack Cork
- Harry Cornick
- Filippo Costa
- Leo Cotterell
- Mohamed Coulibaly
- James Coutts
- Ian Cox
- Martin Cranie
- Warren Cummings

## D
- Lauri Dalla Valle
- Tim Dalton
- Charlie Daniels
- Hugh Davey
- Lorenzo Davids
- Jamie Davidson
- Fred Davies
- Derek Dawkins
- Kevin Dawtry
- Jamie Day
- Jermain Defoe
- Frank Demouge
- Diogo Andrade
- Sylvain Distin
- Ryan Doble

## E
- Anthony Edgar
- Paul Edmunds
- Efan Ekoku
- Wade Elliott
- Tommy Elphick
- Chukkie Eribenne

## F
- Brian Farmer
- Adam Federici
- Peter Feely
- Liam Feeney
- Warren Feeney
- Nick Fenton
- Rio Ferdinand
- Wayne Fereday
- Philip Ferns
- Darryl Flahavan
- Carl Fletcher
- Steve Fletcher
- John Flood
- Wes Fogden
- Steven Foley
- Terrell Forbes
- James Ford
- David Forde
- Amos Foyewa
- Simon Francis
- Ryan Fraser
- Anthony Funnell

## G
- Jimmy Gabriel
- Charlie Gallogly
- Ryan Garry
- Charlie George
- Ian Gibson
- Simon Gillett
- Don Givens
- Jimmy Glass
- Tommy Godwin
- Ivan Golac
- Scott Golbourne
- Dale Gordon
- Dan Gosling
- Jeff Goulding
- Brent Goulet
- Josh Gowling
- Lewis Grabban
- Max Gradel
- Peter Grant
- Steve Grapes
- Jordan Green
- Brian Greenhalgh
- Steven Gregory
- Antony Griffin
- Adam Griffiths
- Steve Gritt
- Philip Gulliver
- Scott Guyett

## H
- Justin Harrington
- Callum Hart
- Ian Harte
- Joe Harvey
- James Hayter
- Stephen Henderson
- James Henry
- Paddy Hester
- Zavon Hines
- Phil Holder
- Matt Holland
- Pat Holland
- Danny Hollands
- Derek Holmes
- Jordan Holmes
- Matt Holmes
- Trevor Howard
- Eddie Howe
- Robert Howe
- Gary Howlett
- William Huck
- Kirk Hudson
- Billy Hughes
- Richard Hughes
- Steve Hutchings

## I
- Sammy Igoe
- John Impey
- Danny Ings
- Juan Iturbe

## J
- Shwan Jalal
- David James
- Andrew Jones
- David Jones
- Kenwyne Jones
- Roger Jones
- Claus Jørgensen

## K
- Jem Karacan
- James Keene
- Dick Keith
- Eddie Kelly
- Yann Kermorgant
- Joshua King
- Phil Kite
- Jo Kuffour

## L
- Everald La Ronde
- Adam Lallana
- David Langan
- George Lawrence
- James Lawson
- Chris Leadbitter
- Jordan Lee
- Ian Leigh
- Craig Lindfield
- Doug Livermore
- Dennis Longhorn
- Steve Lovell

## M
- Shaun MacDonald
- Ted MacDougall
- Mel Machin
- David Madden
- Shaun Maher
- Scott Malone
- Andy Marshall
- Stephen Massey
- Sam Matthews
- Kieran McAnespie
- Jake McCarthy
- Donal McDermott
- Scott McDonald
- Michael McElhatton
- Bill McGarry
- David McGoldrick
- Josh McQuoid
- Jonathan Meades
- John Melligan
- Michaël Menetrier
- Joe Miller
- Paul Miller
- Dudley Milligan
- Matt Mills
- Tyrone Mings
- Paul Mitchell
- Mark Molesley
- Nicholas Morgan
- Trevor Morgan
- Mark Morris
- Neil Moss
- Alex Moth
- Paul Moulden
- Brian Mundee
- Glenn Murray

## N
- George Ndah
- James Neighbour
- Mitchell Nelson
- Bob Newman
- Mark Nightingale

## O
- Roy O'Brien
- Garreth O'Connor
- James O'Connor
- Sean O'Driscoll
- Eunan O'Kane
- John O'Neill
- John O'Rourke
- John O'Shea
- Mark Ovendale

## P
- Marcos Painter
- Joseph Parkinson
- Alex Parsons
- Joe Partington
- Thomas Paterson
- Clive Payne
- Gavin Peacock
- Alex Pearce
- Jason Pearce
- Adrian Pennock
- Russel Perrett
- Jaime Peters
- Carl Pettefer
- Gerry Peyton
- Brett Pitman
- Conal Platt
- Anthony Powell
- Carl Preston
- Ryan Pryce
- David Puckett
- Marc Pugh
- Stephen Purches

## Q
- Jimmy Quinn

## R
- Billy Rafferty
- Neil Ramsbottom
- Michael Rankine
- Tokelo Rantie
- Mark Rawlinson
- Harry Redknapp
- Jamie Redknapp
- Kevin Reeves
- Liam Ridgewell
- Matt Ritchie
- Ben Rix
- Anton Robinson
- Stephen Robinson
- Dani Rodrigues
- Franck Rolling
- James Rowe
- Keith Rowland
- Jack Rowley
- Colin Russell
- Kevin Russell
- Lee Russell

## S
- Aiden Sainsbury
- Ricky Sappleton
- Robert Savage
- Kevin Scriven
- Danny Seaborne
- Tony Sealy
- Terence Shanahan
- David Shearer
- Joe Sheerin
- Charlie Sheringham
- Dominic Shimmin
- Derek Showers
- Frank Simek
- Jack Simpson
- Jimmy Singer
- Neil Slatter
- Adam Smith
- Brian Smith
- Daniel Smith
- Frank Songo'o
- Nigel Spackman
- John Spicer
- Michael Standing
- Junior Stanislas
- Marek Štěch
- Mark Stein
- Tim Stephenson
- Gareth Stewart
- Jon Stewart
- Brian Stock
- Jayden Stockley
- Dan Strugnell
- Blair Sturrock
- Chris Sulley
- Luke Summerfield
- Andrew Surman
- Sam Surridge
- Michael Symes

## T
- Wayne Talkes
- Christopher Tardif
- Daryl Taylor
- Lyle Taylor
- Shaun Teale
- Paul Teather
- Paul Telfer
- Jo Tessem
- Dan Thomas
- Danny Thomas
- Wes Thomas
- Max Thompson
- Jake Thomson
- Jason Tindall
- Lee Tomlin
- David Town
- Matt Tubbs

## V
- Bjarni Viðarsson
- Jamie Vincent
- Sam Vokes

## W
- Scott Wagstaff
- Josh Wakefield
- Josh Walker
- Elliot Ward
- Elliott Ward
- Joel Ward
- Chris Warren
- Alex Watson
- Gordon Watson
- Mark Leon Watson
- David Webb
- George Webb
- David Wells
- Jamie Whisken
- Ben Whitfield
- Mark Whitlock
- Alan Whittle
- Rhoys Wiggins
- David Williams
- Ben Williamson
- Callum Wilson
- Marc Wilson
- Paul Wood
- Charles Woods
- David Woozley

## Y
- Nico Yennaris
- Neil Young

## Z
- Stéphane Zubar